# Краснознаменське (Мішкинський район)
Краснозна́менське (рос. Краснознаменское) — село у складі Мішкинського району Курганської області, Росія. Адміністративний центр Краснознаменської сільської ради.
Населення — 932 особи (2010, 1039 у 2002).